# Ла Зуш, Уильям, 1-й барон Зуш из Харингуорта
Уильям ла Зуш (англ. William la Zouche; 1276/86, Харингуорт, Нортгемптоншир, Королевство Англия — 11 марта 1352) — английский аристократ, 1-й барон Зуш из Харингуорта с 1308 года.

## Биография
Уильям ла Зуш принадлежал к знатному роду бретонского происхождения, представители которого с XII века жили в Англии и владели землями в Нортгемптоншире. Уильям был старшим сыном Эдо ла Зуша и Миллисент де Контело. В 1279 году он унаследовал земли отца, в 1299 году — земли матери, последней представительницы магнатского рода. В 1308 году Уильяма вызвали в парламент как лорда, и это событие считается началом истории баронии Зуш из Харингуорта. Барон участвовал в походах в Шотландию в период с 1301 по 1333 годы, в 1317 и 1332 годах нёс службу в Ирландии, в 1324—1325 — в Гаскони (там в это время шла Война Сен-Сардо). В 1306 году Уильям был посвящён в рыцари.
Ла Зуш был женат на Мод Ловел, дочери Джона Ловела, 1-го барона Ловела из Тичмарша. В этом браке родились:
- Джоан[2] (умерла в 1352/53), жена Ричарда Гренвилла[3][4];
- Элизабет (около 1284—1311), жена сэра Оливера Ингхэма[1];
- Эдо (1297/98 — 1326), отец Уильяма, 2-го барона Зуша из Харингуорта[1], и Изабель, жены Джона Ловела, 3-го барона Ловела;
- Уильям[1];
- Джон[1];
- Роджер[1];
- Томас[1];
- Джон[1];
- Эдмунд[1];
- Миллисент (умерла в 1379)[1], жена Уильяма Дейнкура, 1-го барона Дейнкура[5];
- Изабель[1];
- Томасина[1];
- Мод (около 1290—1349), жена сэра Томаса Мэллори[1].